# Luis Valenzuela González
Luis Raúl Valenzuela González (Santiago del Cile, 23 novembre 1915 – Santiago del Cile, 4 giugno 2007) è stato un allenatore di pallacanestro cileno.

## Carriera
Ha conquistato la medaglia di bronzo alla guida del Cile ai Campionati mondiali del 1959 e ha guidato la squadra anche in occasione delle Olimpiadi del 1948.
Ha inoltre guidato la nazionale femminile ai Campionati mondiali del 1957.